# Parabactra
Parabactra is een geslacht van vlinders van de familie bladrollers (Tortricidae), uit de onderfamilie Olethreutinae.

## Soorten
- P. arenosa (Meyrick, 1909)
- P. foederata (Meyrick, 1909)
- P. sociata (Meyrick, 1909)